# 埃本-埃美爾要塞戰役
埃本-埃美爾要塞戰役發生於1940年5月10日至11日，是比利時和德國之間的一場戰役，與荷蘭戰役、比利時戰役和黃色方案同屬德軍入侵低地國家和法國的軍事行動之一部分。德軍派出空降獵兵攻佔衛戌比利時阿尔贝运河上重要橋樑的埃本-埃美爾要塞，意圖經由這些橋樑繞過比利時邊境防線直入比國。在攻擊該要塞的德軍空降獵兵制住要塞內守軍及其大砲的同時，其它部隊趁機攻佔運河上的3座橋樑。空降部隊奉命在癱瘓要塞砲火後，還要在比利時反擊時保護這些橋樑，直到德國第18軍團前來會師。
德軍在此役獲得決定性勝利。搭乘滑翔機的德軍空降部隊直接降落要塞頂部，用炸藥和火焰噴射器癱瘓要塞外守軍，然後攻進要塞，殺死了一些守軍後控制要塞低層其餘部分。其餘的德軍突擊隊同時攻進運河附近3座橋樑，摧毀數座碉堡和防禦陣地，擊敗並俘虜了橋上的比利時守軍，從而控制住豫了要塞和橋樑。空降部隊在行動中傷亡慘重，但仍成功堅守橋樑至德軍地面部隊抵達會師，再度發動攻擊迫降其餘守軍。德軍其後得經運河上這3座橋樑繞過比利時軍防禦陣地直撲比利時內陸，支援入侵該國的主力部隊。

## 背景
1940年5月10日，德國開始執行黃色作戰，入侵低地三小國及法國北部。德意志國防軍最高統帥部認為德軍可以藉由攻擊荷蘭、盧森堡和比利時來繞過馬其諾防線直入比利時南部和法國北部，切斷英國遠征軍與法國大部隊及其後方的聯繫，迫降法國政府。為了攻入法北，德軍必須先擊敗各低地國的軍隊，並繞過在比利時和荷蘭的若干防禦陣地。其中些陣地的守軍規模不大，只用以遲滯德軍，不算是防禦敵軍攻勢的正式防線。然而，的確是有加固這些據點的防禦工事並大量增加守軍的長程計劃。荷蘭的防線自南岸延伸到比利時邊界須德海附近的韋爾特；這條防線有著大量的防禦工事，再加上泥濘地和山谷等天然障礙，易於阻滯攻勢。比利時的防線中，有一條是延伸至艾伯特運河，連接上迪爾河的主防線。該條防衛安特衛普及首都布魯塞爾的防線由一系列守衛尚稱嚴密的前沿陣地掩護，唯艾伯特運河近荷蘭邊界的地區除外。此地因鄰近馬斯特里赫特市而被稱為'馬斯特里赫特盲腸地帶'。比利時軍隊無法在靠近邊界的該地建立前沿陣地，因此部署1個步兵師負責守衛運河上的3座橋樑，每座橋1個旅。各橋由裝備機關槍的碉堡固守，再由埃本-埃馬耳要塞提供砲火支援，射程範圍將3座橋樑都覆蓋在內。 德國最高統帥部在了解比利時的防禦計劃後，明白比利時部隊將沿阿尔贝运河沿線阻滯攻勢後撤退，與英國和法國部隊會師於戴爾河上的主要防禦陣地，於是作出打亂此一部署再攻佔並固守3橋的計劃，順道拿下比利時和荷蘭境內其它若干橋樑，以己方部隊摧毀敵軍防禦陣地後，向荷蘭挺進。

## 序幕

### 比利時軍的準備
部署在運河上3座橋樑的守軍是比利時第7步兵師，與正面進行戰鬥的埃本·埃馬爾要塞部隊成犄角之勢。 每座大橋均有位於運河西岸的4個大型混凝土碉堡，其中3個配置機關槍，第4個配備反坦克炮。扒個掩體的位置接近通往橋樑的道路，其中1個機槍碉堡在橋樑一側，另2個在橋樑兩側近處。 每座橋樑在西岸都部署了一個連，在東岸則有個可迅速撤出的小觀察哨。所有3座橋樑均可藉由反坦克掩體內之火炮擊毀其結合部而打斷。 長200碼（180）的埃本-埃馬爾要塞，建於20世紀30年代，完成於1935年，通過爆破花崗岩取得所需的空間，由5英尺（1.5）厚的鋼筋混凝土牆和屋頂構成，有4個可伸縮的砲塔和64個支撐點。
要塞配備了6門射程達10公里的12吋主砲，其中2門可以迴旋360度。還有16門75毫米的副砲，12門60毫米的高速反坦克砲，25挺雙連裝機槍，和若干高射炮。要塞一面對著運河，另3面臨接陸地，設有地雷區、深溝、20英尺（6.1）米高的圍牆，還有帶機關槍的混凝土碉堡掩護，在炮台上方還佈設了15台探照燈及60毫米反坦克炮加以掩護。要塞下方建有大量隧道，連接個別堡壘的砲塔指揮中心和彈藥庫。要塞自有醫院，和若干駐軍宿舍以供居住，同時有發電站為火炮供應電力，提供內外照明。駐軍還有無線電通訊網絡的和空氣淨化系統可用。比利時的計劃並不要求要塞駐軍和增援之守軍面對進攻部隊持久作戰，始終認為只要受襲時有足夠的預警時間，運河東岸的支隊便足以撤退並炸毀橋樑，由駐軍打一場阻擊戰。守軍最後將撤向迪爾河與其他盟軍部隊會師。

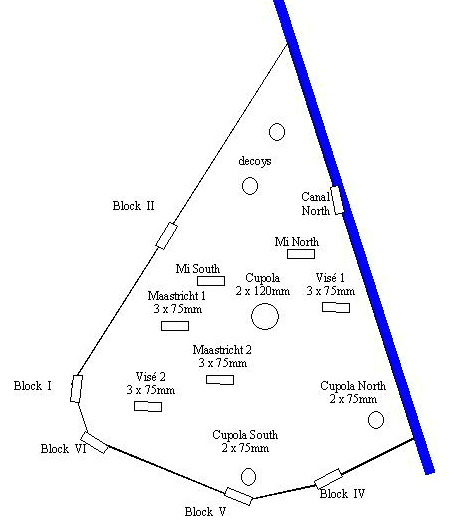
埃本-埃美爾要塞地圖

### 德軍的準備
參加空降突擊埃本-埃美爾要塞和3座橋樑以掩護德軍更大規模的空降行動的部隊，包括第7航空師和第22空降師。第7航空師下轄3個空降團和1個步兵團，任務是攻佔溪河和運河上的一系列橋樑，即荷蘭以鹿特丹周圍地區及在威爾哈文的機場為中心的防禦體系。第22空降師下轄2個步兵團及1個加強傘降營，任務是攻佔在海牙附近的法肯堡、奥肯堡和伊彭堡一帶機場。這些機場一被該傘兵營拿下，該師其餘單位即可降落，直撲荷蘭首都以俘虜整個荷蘭政府，外加皇室家族和高級將領。該部也將阻斷所有的公路和鐵路線以阻止荷蘭調動軍隊增援該地區。德意志國防軍最高統帥部之目的，是由兩個空降師建立一條走廊，令沿該線推進的第18軍團能夠不受橋樑破壞之阻礙進軍荷蘭。提議部署該2個空降師的克特·司徒登將軍指出，該2個空降師將打開在鹿特丹南部的戰線，阻止以荷蘭西北部為根據地的荷蘭預備部隊進行調度，和任何打算增援荷蘭守軍的法軍，並迫使盟軍飛機留在原有機場，有助於第18軍團的迅速推進。400架Ju 52運輸機將用以進行傘降，並運送2個空降師中之非空降單位。
負責攻佔要塞及3座橋樑的部隊由第7航空師和第22空降師下轄單位混編，依指揮官沃爾特·科克上尉之名命名為斯特姆·科克大隊（科克突擊隊）。 該部隊在1939年11月集結，主要是由第1傘兵團的傘兵從和第7航空師的工程兵，以及小部分空軍飛行員組成。雖然部隊主要由傘兵組成，但最後該部隊決定第一次空降應使用滑翔機進行。阿道夫·希特勒，根據其個人興趣安排突擊隊。在其私人機師漢娜·萊徹告知滑翔機在飛行中幾乎寂靜無聲後，他下令用滑翔機實施空降。有人認為，由於比利時的防空系統使用是聲音定位陣列，又沒有雷達，這將有可能將滑翔機牽引到靠近荷蘭邊界釋出，取得突然襲擊的效果。因為比利時守軍探測不到它們。50架DFS 230滑翔運輸機被提供給突擊隊使用，進行了一段時間的加強訓練。還詳細研究過砲台、橋樑和當地地形，更造出與該地區的一樣的區域以供空降部隊進行演練。傘兵和滑翔機飛行員之間的聯合軍事演習在1940年早春進行，其後提出若干有關戰術和裝備使用的改進，如滑翔機的鼻胎添加帶刺鐵絲網以減少著陸滑跑的速度，以及訓練空降兵使用火焰噴射器和專門炸藥。後者當時是軍事秘密，僅用於在德國的防禦工事，不用在捷克斯洛伐克類似埃本-埃美爾要塞的防禦工事上。德軍同時也使用了許多其它的方法保持秘密。演習完成後即分拆滑翔機和裝備，用運家具的貨車載走，部隊的下屬單位經常改名並換防，拆掉單位徽章和標誌，空降兵不允許離營或請假。
斯特姆·科克將他的部隊分成4個小分隊：

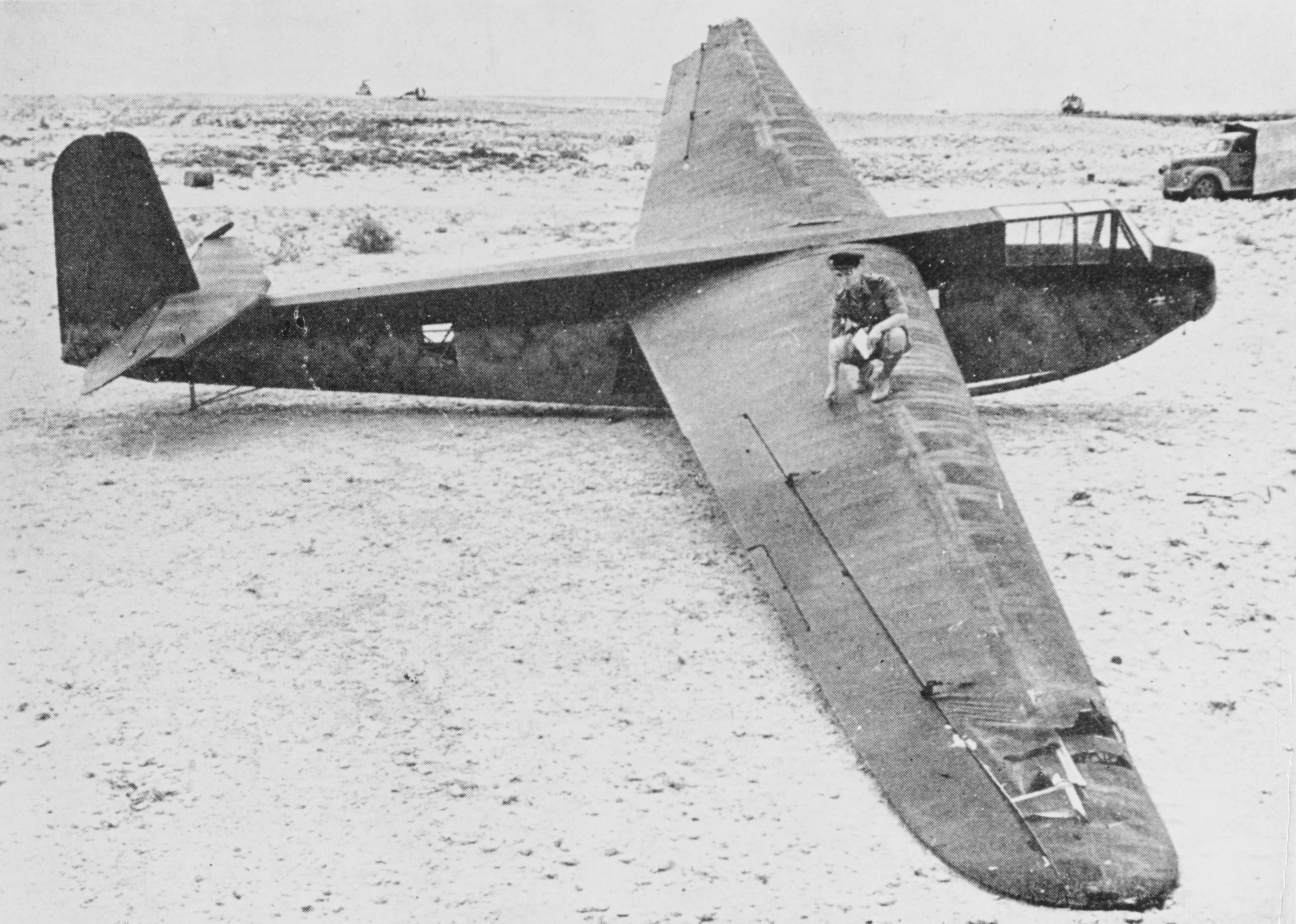
德軍DFS 230軍用滑翔運輸機

- 花崗岩集團，由魯道夫·维齐希中尉指揮，85人分乘11架滑翔機，任務是攻佔埃本-埃美爾要塞；
- 鋼鐵集團，由古斯塔夫·奧特曼中尉指揮，90名士兵分乘9架滑翔機，攻佔費爾德韋澤爾特橋；
- 混凝土集團，由格哈沙赫特少尉指揮，96人分乘11架滑翔機，佔領弗龍霍芬橋；
- 烙鐵集團，由馬丁·沙克特少尉指揮，90名人分乘10架滑翔機，攻佔戛納橋。[16]

最關鍵的突擊力量，特別是花崗岩集團，出動得正是時候。有人認為，突擊隊的無聲戰法，加上德國政府不宣而戰，攻擊部隊可達奇襲效果。然而，德軍的估計為，由於保衛要塞和橋樑的比利時部隊人數優勢巨大，再加上派往該地區的增援部隊，將對人數較少裝備較輕的空降部隊形成優勢，戰鬥最多持續60分鐘。德軍因此計劃在60分鐘內盡可能多清除防空陣地和個別的圓屋頂砲台，更要不惜一切代價消除掉所有射程可達3座橋樑的遠程火砲。 這些火炮可望於10分鐘內完成銷毀，空降部隊必須在這段時間內冒敵方火力離開載運的滑翔機，潛伏到大炮附近、把炸藥固定到炮管上並引爆
計劃最後確定，該突擊將在5月10日早上5時30分，即黃色方案攻擊發起時間，以9至11架滑翔機降落在阿尔贝运河西岸三道橋前。分配攻擊3座大橋的幾個小組分將壓制比利時守軍，拆除所有橋樑引爆裝置，然後固守大橋，迎戰預期中的反擊。3架Ju 52運輸機將在40分鐘後飛越各陣地上空並空投24名空降部隊士兵，外加機槍和大量彈藥作為增援。同時，攻擊埃本-埃美爾要塞的部隊將分乘11架滑翔機空降至要塞頂，消滅任何試圖擊退他們的守軍，利用炸藥削弱並癱瘓要塞上的大砲，阻止其餘守軍的反擊。當攻佔橋樑適並消除長程火砲砲台等最初目標完成後，空降部隊將固守陣地至德軍地面部隊抵達為止。

## 戰鬥過程
基於安全原因，科克衝鋒隊是被分散駐紮到萊茵河附近數處，接到命令後才開始出動攻擊埃本-埃美爾要塞和3座橋樑。初步命令在5月9日收到，通知分散的部隊移動到預定的集結地。第2個命令其後不久到達，通知突擊隊黃色方案於5月10日早上5時25分開始。早上4時30分，42架滑翔機載著突擊隊的493名空降部隊士兵由科隆附近的2個機場起飛，由運輸機拉著向南面的目標飛去。這些飛機嚴格保持無線電靜默，飛行員不得不依靠火光信號飛向比利時。無線電靜默也令突擊隊的高級指揮官無法得知的是，1架滑翔機由於拖繩斷裂不得不在德國境內降落。另一架滑翔機的飛行員因過早放下拖繩，無法接近目標降落。2架滑翔機所載的士兵均屬於預計進攻埃本-埃美爾要塞的花崗岩集團，因此該集團的兵力此時已不足以進攻要塞。它也接到在其中一架滑翔機上迫降的维齐希中尉第二道命令。 其餘滑翔機在目標海拔7,000英尺（2,100）高被放開二十米長的拖繩空降，這高度被認為足以讓滑翔機飛臨3座橋樑和要塞頂部，並保持著陡峭的俯衝角以進一步確保正確降落。當Ju 52運輸機放下滑翔機並轉身回航時，被比利時的高射炮陣地發現並開火，等於提醒守軍該地出現滑翔機，打算降落到指定目標。

### 各大橋的爭奪戰
分配給鋼鐵集團的全部9架滑翔機於早上5時20分都降落在費爾德韋澤爾特橋旁，事先纏繞在滑翔機輪胎的鐵絲網令使滑翔機迅速地成功停下。屬於奧特曼少尉的滑翔機降落到離橋樑一段距離處，而第2架則直接降落在前面的比利時碉堡，空降部隊在這裡開始用小型武器進行射擊。 在第2架滑翔機上指揮部隊的士官向碉堡投擲手榴彈，他的手下兵員將炸藥擺放到碉堡門口並引爆，掩體被攻擊後不再成為障礙。同時，奧特曼集結部隊，帶領他們從與橋樑平行的溝渠行進，直到為首2人達到運河河岸，爬上橋樑，拆除比利時守軍放在那裡的炸藥。空降部隊阻止橋樑被破壞，但剩餘的比利時守軍仍在反擊，他們沒有放棄自己的陣地，直至被增援的傘兵逼入附近的村莊。但是，在大橋外500米有2門炮無法被輕型火炮摧毀，迫使奧特曼要求數架Ju 87俯衝轟炸機提供空中支援，弄掉這些大炮。鋼鐵集團原定於下午2時30分換防，但比利時軍的阻擊卻迫使換防部隊直至晚上9時30分才到達。在戰鬥期間，部隊共有8人死亡，30人受傷。

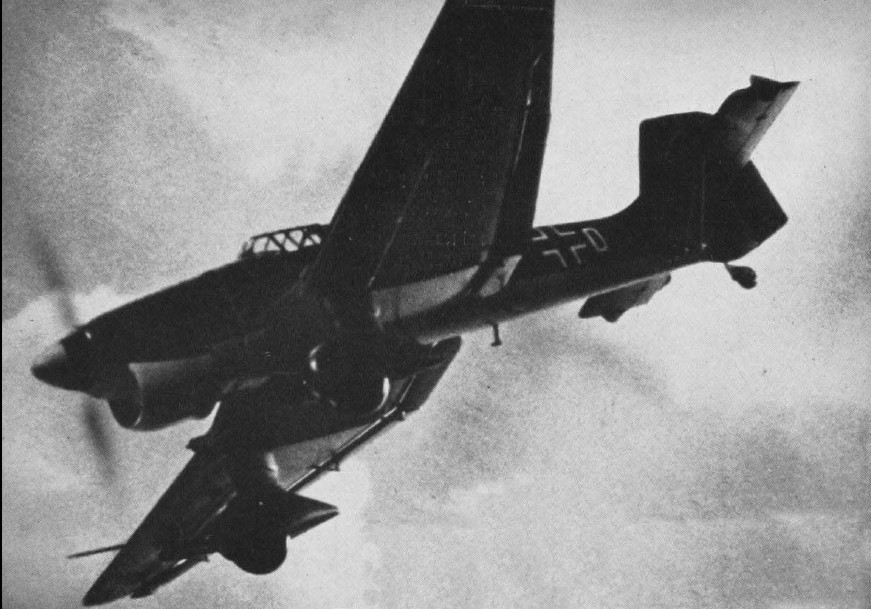
一幅拍攝於1940年的德軍Ju 87斯圖卡俯衝轟炸機之照片

混凝土集團11架滑翔機中的10架在早上5時15分降落在弗龍霍芬橋，第11架在滑翔往橋樑途中被防空炮火擊中，被迫過早地降落在荷蘭的領土內。 這些滑翔機在降落時遭重型高射砲猛烈射擊，其中1架滑翔機被擊中，在半空中失能，在緊急迫降時有3名空降部隊被嚴重炸傷，但滑翔機內的其餘士兵則毫髮無損。其餘的滑翔機降落時沒有受損。 其中1架降落在要塞附近的滑翔機裝載了引爆橋樑的引爆器裝置，裡面的空降部隊撤出後攻擊陣地。他們擊斃了裡面的守軍，撕除了連接炸藥及引爆器裝置的電線，確保橋樑不被摧毀。其餘的比利時守軍激烈反抗，並在早上6時15分實施數次反擊，企圖奪回橋樑並擊退只有有由降落傘空降的幾支機槍的空降部隊。比利時不懈的攻擊意味著混凝土集團沒有撤回，還在晚上9時40分由一個步兵營換防，該集團在戰鬥中共陣亡7人，傷24人。
烙鐵集團的部10架滑翔機載著空降部隊降落它們預定目標戛納橋之旁，其中1架滑翔機因牽引的運輸機飛行員導航錯誤而降錯地方。其它9架被牽引的滑翔機避開大量的防空炮火，在早上5時35分被放下。但在滑翔機降落到目標贠前，比利時守軍已按下引爆裝置，橋樑在幾次爆炸後摧毀。與其他2座橋樑的守軍不同的是，在戛納橋之比利時守軍已事先收到警告，因為德國進攻戛納橋的機械化部隊矛頭已比預定時間早20分鐘到達以增援烙鐵集團，它的出現破壞了任何突然襲擊的機會，給守軍足夠的時間摧毀橋樑。當滑翔機開始降落時，其中1架被對方防空炮火擊中，撞向地面，乘客大多死亡，但其餘8架著陸成功，空降部隊進攻比利時的陣地消滅守軍。空降部隊到早上5時50分已攻佔該地，和戛納橋附近村莊，但隨後遭比利時部隊的強烈反擊而退卻，在得到斯圖卡俯衝轟炸機的空中支援後才又擊退守軍。 夜間還有更多起反擊，令空降部隊直到5月11日早上仍未能鬆口氣。烙鐵集團的傷亡重於其他3個攻佔橋樑的突擊小組，共22人死亡，26人受傷。 該集團一名空降部隊士兵被比利時人俘虜，後來在敦克爾克的英軍戰俘營中被德軍釋放。

### 埃本-埃美爾要塞戰鬥

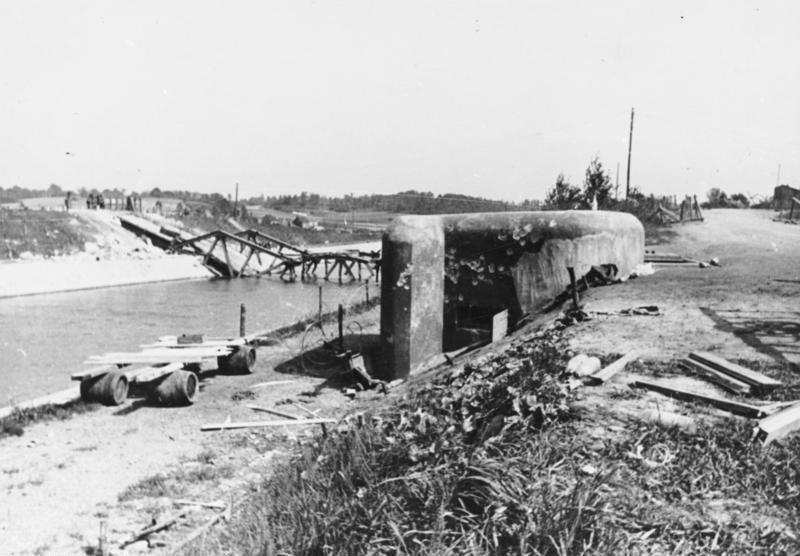
1940年5月23日，一條通往埃本-埃美爾要塞的大橋被比利時軍炸毀

剩餘的九架滑翔機運送花崗石小隊的空降獵兵，成功降落在埃本-埃美爾要塞屋頂，使用阻力傘緩降落減低降落速度後迅速停下。 空降獵兵們迅速地走出了滑翔機，並開始對要塞頂部可射擊三座已被攻佔橋樑的火炮設置炸藥。在要塞的南區，十八號目標，一個炮兵觀測塔與三門75公厘砲被小規模爆破損傷後復毀於大型爆破。此次爆破造成炮兵觀測塔屋頂與部分要塞頂部塌陷。 十二號目標，一個配置兩門以上火炮的旋轉砲塔也被空降兵獵摧毀。這股兵力之後轉移到二十六號目標：另外一個有三門75公厘炮的炮塔。雖然已用炸藥引爆，且有空降獵兵前往摧毀它們，但尚未確認戰果時，一門火炮被迅速拉出反擊進攻部隊，獵兵們只好進行第二次攻擊以消滅它。另一個有兩門75公厘火砲並作為比利時部隊營舍的炮塔也被空降獵兵肅清。然而，試圖摧毀二十四號目標的行動不算很成功，該目標：一個裝有大口徑雙連裝火砲的旋轉砲塔，對於一架滑翔機的空降獵兵而言實在過於巨大，難以攻佔，必須用上另兩架滑翔機的兵力，使用成型裝藥貼上炮塔引爆，只震了一下砲塔，未能摧毀，空降獵兵只得爬上砲塔炸毀砲管。

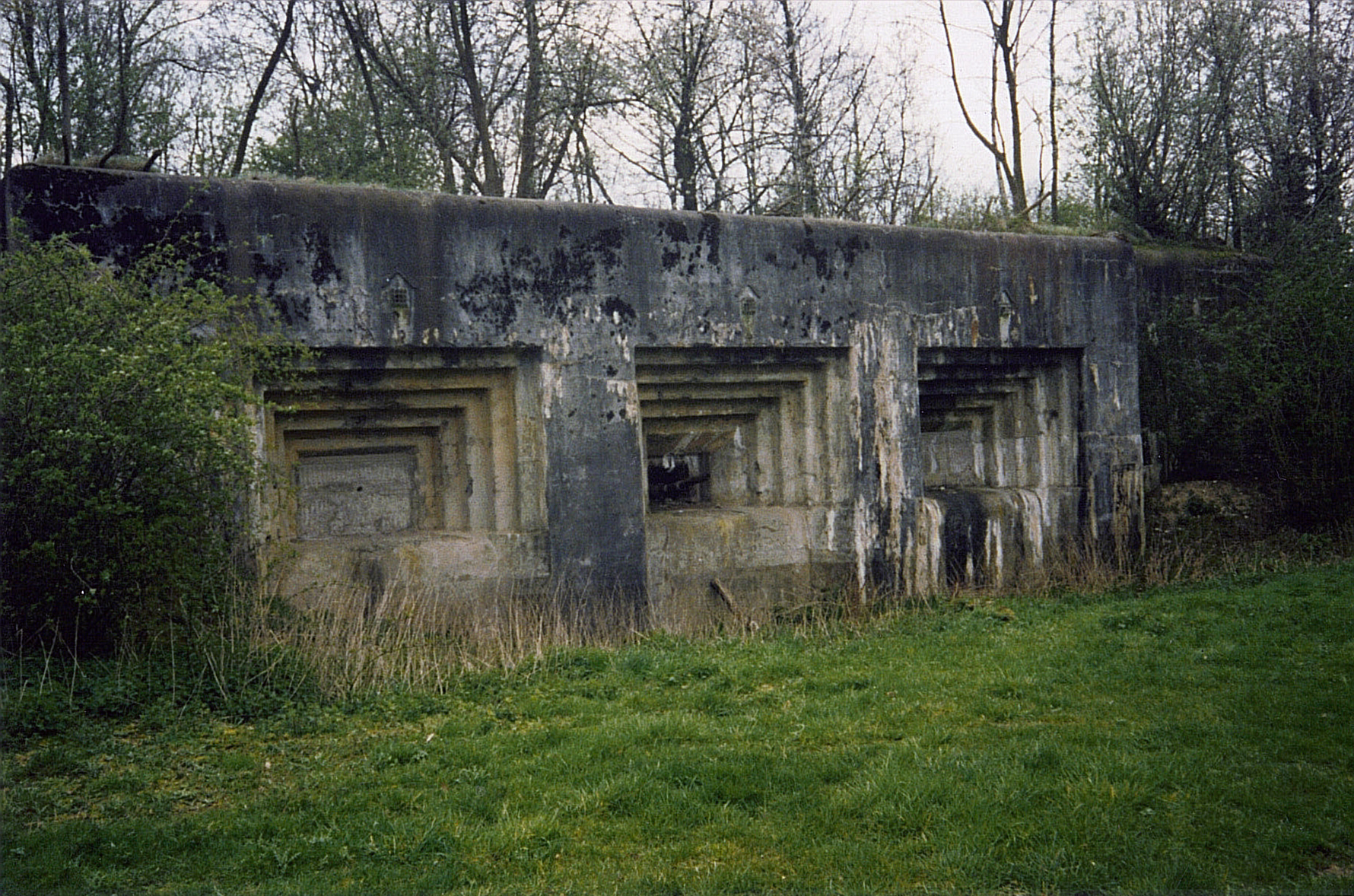
“馬斯特里赫特2號”，是埃本-埃美爾要塞內其中一座炮台

在要塞北區也在發生類似的行動，空降獵兵們盡快地摧毀或破壞工事中的火炮。十三號目標是個配備許多機槍的炮位，其射界覆蓋要塞的西面。為了摧毀砲塔，空降兵使用火焰噴射器逼退比利時士兵，再引爆成型裝藥破壞要塞工事。另一個砲塔，配有數挺機關槍的十九號目標，也被摧毀。然後在進入十五和十六號目標後，發現是這兩個是假設施。不可預期的混亂發生在二十三號目標，是一個裝備了兩門75公厘砲的伸縮砲塔，依事前設想，在工事中的這項武器無法阻擋空降突擊。在開炮後才發現此假設錯誤，此區域的空降獵兵們必須掩蔽。於是召喚空中支援以對付這陣急襲火力，一隊斯圖轟卡炸機轟炸炮塔；雖然炸彈並沒有破壞炮塔，但爆炸迫使比利時軍隊在後續的戰鬥中縮回此炮塔中。任何被空降獵兵找到的對外出入口均被炸毀，用以封鎖堡內駐軍，減少逆襲機會。空降獵兵們已經達成了任務的目標：摧毀或破壞可以射擊已被其他空降獵兵佔領的橋樑的火炮，但仍有大量的炮塔與陣地需要被摧毀，包括許多的防空武器和機槍。

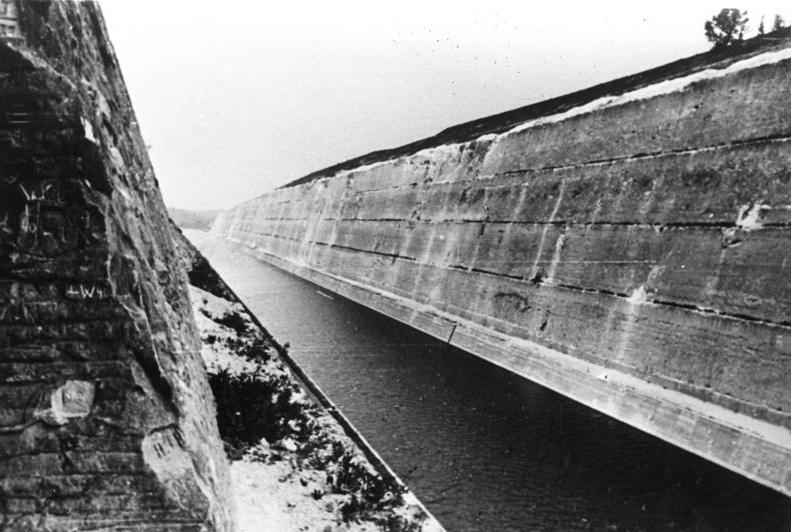
1940年5月23日，從埃本-埃美爾要塞機槍的位置望出去的阿尔贝运河

由於這些次要目標也已被攻克，一架滑翔機降落在要塞的頂部，维齐希中尉從中走出。當滑翔機降落在德境時，他用無線電通知了另一架在與候補滑翔機一起停放在機場的拖曳機。空降部隊破壞擋路的圍牆和籬笆後登上新的滑翔機，冒著防空炮火飛行至要塞上空。當抵達主要目標卻發現砲台已遭破壞後，空降獵兵的任務轉為堅守堡壘對抗比利時軍幾乎立即開始的逆襲。然而，比利時步兵單位的逆襲並沒有得到沒有炮火支援，也未經協調，使空降部隊得以機槍火力擊退他們。空降獵兵亦成為附近幾個較小的炮台和比利時的野戰炮攻擊目標，但攻方也因彼此缺乏協調而未達到任何戰果，反而是經常協助空降部隊擊退比利時步兵單位的逆襲。並派遣巡邏隊確保還留在堡內的要塞駐軍無法回奪堡壘。要塞駐軍發動的任何反擊，都受阻於必須通過單一座螺旋梯，而且所有可以對外觀察或射擊的槍眼也已被佔領或遭破壞。依照原計畫，花崗石小隊在佔領保壘數小時內可由第51工兵營的換防，但實際上直至5月11日早上7時才換防。由於比利時軍的頑強抵抗，以及在穆斯河上的數座橋樑被比利軍爆破，使工兵營需架設新的橋樑，大大拖延了行動。換防空將獵兵後，該工兵營協同不久後抵達的一個步兵團對保壘主要入口展開攻擊。駐軍於中午12時30分投降，攻方共有60人死亡，40人受傷；俘虜了超過1,000名比利時士兵。花崗石小隊共有6人死亡，19人受傷。

## 結果

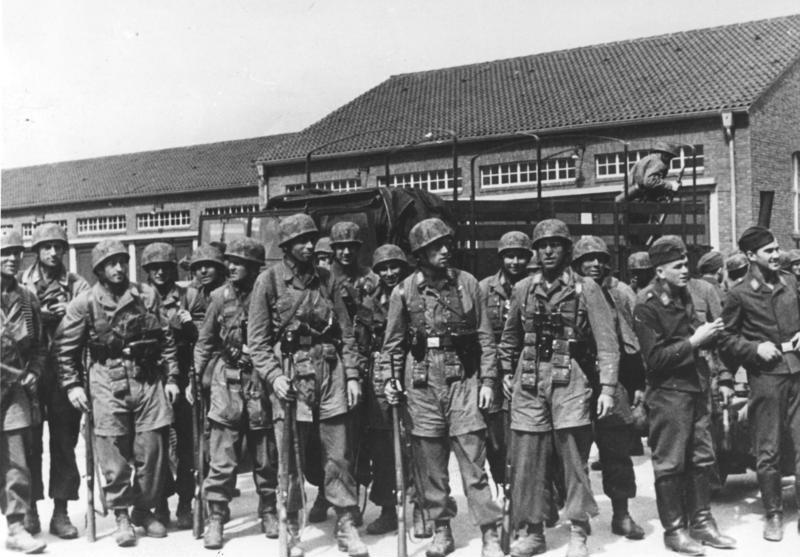
德軍空降部隊中的科克衝鋒隊

科克突擊隊對3座橋樑和埃本-埃馬爾要塞的空降突擊取得全面成功；埃本-埃馬爾要塞擁有的火砲已失去作用，3座橋樑中的2座在被摧毀前已被科克突擊隊攻佔。橋樑被攻佔，以及要塞的火炮失去作用令德國第18軍團的步兵和裝甲部隊能越過比利時的其他防線，進入比利時的心臟地帶。在戰後出書時，克特·司徒登對該行動，特別是花崗岩集團的努力，寫到：“這個行動是公認的大膽，並具有決定性意義 [...]我研究了上次大戰的歷史，和各條戰線上的戰鬥。但我在各次輝煌行動中還沒有找到－無論是戰友還是敵人－任何足與科克突擊隊媲美的行動。”當中有不少軍官和士官因參與行動而獲頒騎士鐵十字勳章，包括魯道夫·维齐希中將，他在科克突擊隊未到達時領導對埃本-埃馬爾要塞發動進攻。科克突擊隊於黃色行動結束後擴編，成為新成立的第1空降突擊團的第1營，第1空降突擊團本身，包括德軍空降部隊受訓的4個營作為滑翔機空降的突擊力量。科克上尉因參與該行動而升為少校，承擔指揮第1營的職務。

## 附錄
1. ↑  關於在戰役期間駐守在要塞內的守軍人數有一些爭論。盧卡斯[10]，寫到：“比利時守軍人數是2,000人，”而哈克萊羅德[11]及盧卡斯[10]，分別給予較少的1,185人及1,200人。

## 外部連結
- Saunders, Major Tim （页面存档备份，存于）. Fort Eben Emael 1940. Pen and Sword Books Ltd, 2005. ISBN 9781844156177
- Eben-Emael visitor center
- Armament of Eben-Emael （页面存档备份，存于） (czech only)

50°47′50″N 5°40′51″E / 50.79722°N 5.68083°E